# Юбенк, Крис
Крис Юбенк (англ. Chris Eubank; род. 8 августа 1966, Лондон, Англия) — британский профессиональный боксёр, ямайского происхождения, выступавший в первой средней, в средней, во второй средней, в полутяжёлой и в первой тяжёлой весовых категориях. Среди профессионалов бывший чемпион мира по версии WBO (1990—1991) в среднем весе. И чемпион мира по версии WBO (1991—1995) во 2-м среднем весе.
Отец профессионального боксёра, Криса Юбенка-младшего.

## Биография
Крис Юбенк родился 8 августа 1966 года в Далвиче, в Лондоне, в семье Рейчел Сколлинс. И с двух месяцев до шести лет он рос на Ямайке у дедушки с бабушкой. По возвращении в Англию он жил в Сток-Ньюингтоне, Далстоне, Хакни, а затем в Пекхеме, в основном в бедной среде.

## Любительская карьера
Победитель 1984 года в Нью-Йорке испанской Золотой перчатки.

## Профессиональная карьера
Юбенк дебютировал на профессиональном ринге в октябре 1985 года в средней весовой категории. Провёл 20 рейтинговых поединков с малоизвестными соперниками.
В марте 1990 года вышел на ринг с первым серьёзным соперником, аргентинцем, Уго Антонио Корти (20-1-). Юбенк нокаутировал аргентинца в 8-м раунде и завоевал титул интерконтинентального чемпиона мира по версии WBC.

#### Чемпионский бой с Найджелом Бенном
18 ноября 1990 года, нокаутировал Найджела Бенна, и завоевал титул чемпиона мира по версии WBO в среднем весе.
Трижды защитил титул, против непобеждённого канадца Дана Шерри (17-0), нокаутом британца Гэри Стрейтча (22-1) и решением большинства судей британца Майкла Уотсона (22-5-1) и перешёл во второй средний вес.

### Второй средний вес

#### Чемпионский бой с Майклом Уотсоном
Во втором среднем весе Юбенк вновь встретился с Уотсоном в поединке за вакантный титул чемпиона мира по версии WBO во втором среднем весе. Второй бой Юбенк выиграл досрочно.
Шесть раз Юбенк победно защитил титул и в 7-м защите свёл вничью чемпионский бой с соотечественником Рэем Клоусом (19-2).

#### Объединительный бой с Найджелом Бенном
9 октября 1993 года, на 47-тысячном стадионе в объединительном поединке Юбенк вновь встретился с Найджелом Бенном. На кону стояли пояса WBO и WBC во втором среднем весе. Поединок завершился вничью.
В феврале 1994 года, в 9-й защите титула, Юбенк победил по очкам непобеждённого немецкого боксёра, Грациано Роккиджани (35-0).
Тринадцатую защиту титула Юбенк провёл с ещё одним непобеждённым боксёром, американцем, Дэном Шоммером (30-1).

#### Бои со Стивом Колинсом
18 марта 1995 года в Милстрите на «Грин-Гленс-Арене», в пятнадцатой защите титула, Юбенк потерпел первое поражение. Близким решением он проиграл по очкам ирландцу, Стиву Колинсу. Нокаутировал двух рейтинговых боксёров, и снова вышел на бой с Колинсом. Ирландец снова победил. На этот раз раздельным судейским решением.

#### Чемпионский бой с Джо Кальгазе
В октябре 1997 года, Юбенк проиграл по очкам британцу Джо Кальзаге (22-0) за вакантный титул чемпиона по версии WBO.

#### Чемпионский бой с Карлом Томпсоном
В апреле 1998 года проиграл попытку вернуть чемпионский титул, британцу, Карлу Томпсону. Томпсон победил по очкам близким решением.

#### Реванш с Карлом Томпсоном
В повторном поединке Томпсон снова победил, и нанёс первое досрочное поражение в карьере Юбенка. после этого боя, Крис завершил карьеру.

## Личная жизнь
Юбенк и его жена Кэррон имеют четверых детей: Кристофер (род. 1989), Себастьян (род. 1991), Эмили (род. 1994) и Иосиф (род. 1996).
В конце 1990-х годов Крис Юбенк принял ислам.